# Hookstown
Hookstown  è un borough degli Stati Uniti d'America, nella contea di Beaver nello Stato della Pennsylvania. Secondo il censimento del 2000 la popolazione è di 152 abitanti.

## Società

### Evoluzione demografica
La composizione etnica vede una prevalenza della razza bianca (97,37%) seguita da quella nativa americana e asiatica entrambe con 0,66%, dati del 2000.
| borough di Hookstown Popolazione |     |
| 2000                             | 152 |
| Stima al 2009                    | 137 |